# Lehrplan
Ein Lehrplan fasst Lerninhalte und Lernziele nach Schultypen und Schuljahr systematisch zusammen. Ein Curriculum umfasst darüber hinaus das ganze Konzept der Lehr- und Erziehungsmethoden sowie die Zielsetzungen einer Bildungseinrichtung.
An Berufsschulen ist auch die Bezeichnung Rahmenlehrplan möglich.

## Geschichte
Dem Lehrplan ging der Bildungskanon voraus, mit dem der zu vermittelnde Wissensbestand einer Kultur festgelegt wurde. Die erste große europäische Schulreformbewegung der Neuzeit ging von den Ideen Jean-Jacques Rousseaus aus, der das Studium der Realien, der Natur und der Lebensumwelten als Lernprogramm ins Spiel brachte. Bei der eigentlichen Kanonkontroverse, an dem sich kontroverse Erziehungsprogramme festmachten, ging es um die Stellung des Latein und der alten Sprachen. Bei der neuhumanistischen Bildungsreform von Wilhelm von Humboldt umfasste der Kanon des Lernens (Süvernscher Lehrplan von 1810/16 für die preußischen Gymnasien) Latein, Griechisch, Deutsch, Hebräisch, Mathematik, Realien, Religion, Schönschreiben sowie Gesang und Sport.
Im deutschen Sprachbereich wurde ein künstlicher Gegensatz zwischen Bildung und Ausbildung geschaffen: „Nützliches“ Wissen und Können wurde der Ausbildung und besonderen Real-, Industrie oder Berufsschulen zugewiesen. Sie brauchten deshalb nicht in einem Kanon allgemeiner Bildung aufgeführt zu werden. Der kontinentaleuropäische Kanon des Lernens war, im Gegensatz zur Schulgeschichte der Vereinigten Staaten (Herbert Spencer, John Dewey) auf die Lernbedeutsamkeit (Bildung) und nicht auf die Lebensbedeutsamkeit (Ausbildung) ausgerichtet.
Lehrpläne gehören zur Erfolgsgeschichte der europäischen Bildungssysteme. Mit ihnen konnte der gesellschaftliche Wissenszuwachs und Wertewandel über Jahrzehnte stabilisierend und erneuernd für die Heranwachsenden aufbereitet werden. Damit konnte der Kernauftrag der Schule, die Schüler zur Bewältigung ihrer eigenen Zukunft unter sich wandelnden Bedingungen anzuleiten, erfüllt werden.
In den letzten 50 Jahren sind die Erwartungen an die Steuerbarkeit von Bildungsprozessen und die Wirksamkeit von Steuerungsinstrumenten gestiegen. Ausgehend von der Bildungsplanung über Qualitäts- und Wirksamkeitsmessung hin zu Governance und Evidence-based policy durch Schulpolitik und Verwaltung. Die traditionelle Schulsteuerung war Aufgabe der Lehrerschaft und der pädagogisch-didaktischen Forschung.
Mit der Einführung der PISA-Studien im Jahr 2000 hat sich die Diskussion über Lehrpläne verändert, sie wird durch den neuen Diskurs über Standards dominiert. Aussagen über Lehrpläne enthalten nun immer auch Annahmen und Aussagen über Standards. Damit taucht neben der reinen Sachdiskussion die Frage auf, wer die Standards definieren soll (Definitionsmacht). Die Einführung von Bildungsstandards gilt als eine epochale Innovation im europäischen Schulsystem, historisch vergleichbar mit der Einführung des Klassenunterrichts und der Schulpflicht.

## Funktion und Geltung
Anhand des Lehrplans können sich Lehrer und Schüler über Umfang und Ablauf des Unterrichts orientieren. Der Lehrplan bietet auf der anderen Seite den Lehrenden eine Grundlage für die Organisation ihrer Unterrichtstätigkeit. In der Regel sind Lehrpläne so offen formuliert, dass Lehrende und Lernende innerhalb des thematischen Rahmens ihre eigenen Interessen und Methodenvorlieben einbringen können. Sie sind Lizenzen für individuelle Deutungen des Bildungsangebotes durch die einzelne Lehrperson, die einzelne Schule. Für das Schulbuch und seine Verlage wirken sich Lehrpläne bestimmender aus.

„Der Lehrplan gibt an, was in der Schule gelten soll, und so muss jeder Faktor des geistigen Lebens, jede Gruppe der Gesellschaft, jede Anschauung, die dauernd und in der Breite auf die Jugend innerhalb von Schule und Lehre wirken will, versuchen Anerkennung und Geltung in den geltenden Lehrplänen zu erhalten.“

## Inhalt
Ein Lehrplan enthält normalerweise die Lehrziele, und eine Zusammenfassung der Lehrinhalte. Mitunter nennt er auch Art und Anzahl der Lernerfolgskontrollen (z. B. mündliche oder schriftliche Prüfungen), wobei diese häufig auch in sogenannten Prüfungsordnungen gesondert behandelt werden, und eine Liste der Grundlagenliteratur (Lehrbuchliste). In Baden-Württemberg wird ein Bildungsplan verwendet, der auch Kompetenzen wie bspw. die Methoden-, Sach- und Fachkompetenz aufzählt, die die Schüler erreichen sollen (Lehrplan Baden-Württemberg 2004).

## Deutschland
In Deutschland werden Lehrpläne von den Kultusministerien der Länder für die einzelnen Schulformen erlassen. Sie sind ein wichtiges Mittel zur Umsetzung bildungspolitischer Ziele.

## Österreich
In Österreich wird der Lehrplan vom Bildungsministerium unter Berücksichtigung von verschiedenen Experten gestaltet. Die Experten sind etwa Fachdidaktiker von Universitäten und Pädagogischen Hochschulen oder Fachbereichslehrer. In einer späteren Phase werden auch Sozialpartner, Schulpartner, Landesregierungen, Kammern oder religiöse Verbände eingebunden. Der Lehrplan ist in Österreich eine Verordnung.

## Schweiz
In der Schweiz liegt die Bildungshoheit bei den Kantonen, deren Lehrpläne auf die historische Entwicklung und die regionale Vielfalt (Mehrsprachigkeit, regionale Kultur, Berggebiete usw.) abgestimmt sind. Mit der Einführung eines Bildungsartikels in der Bundesverfassung von 2006, wird eine Harmonisierung von Eckwerten (Beginn des Schuljahres, Schuleintrittsalter, Schulpflicht, Dauer und Ziele der Bildungsstufen und Übergängen, Anerkennung von Abschlüssen) angestrebt. In der Folge wurden die Vereinheitlichungsprojekte HarmoS und Lehrplan 21 für einen gemeinsamen, sprachregionalen Lehrplan für die Volksschule der deutschsprachigen Schweiz, ins Leben gerufen. Der Plan d' études romand (PER) – der Lehrplan für die französisch- und italienischsprachige Schweiz – steht seit 2010 zur Verfügung. Beide Lehrpläne basieren auf den Bildungsstandards, die von der Plenarversammlung der EDK (Schweizerische Konferenz der kantonalen Erziehungsdirektoren) am 16. Juni 2011 zuhanden der Kantone freigegeben wurden.

### Deutschland
- Lehrplandatenbank der KMK
- Dossier „Bildungspläne / Lehrpläne / Richtlinien“ des Deutschen Bildungsserver
- Bildungspläne der Bundesländer für die frühe Bildung in Kindertageseinrichtungen – Deutscher Bildungsserver
- Bildungspläne der Bundesländer für Allgemeinbildende Schulen – Deutscher Bildungsserver
- Bildungspläne für die verschiedenen Schularten Baden-Württemberg
- Lehrpläne für Bayern
- historische Lehrpläne für Bayern
- Rahmenlehrpläne für Berlin und Brandenburg
- Einige Lehrpläne verschiedener Schulformen
- Lehrpläne für Hamburg
- Lehrpläne für Hessen
- Rahmenpläne von Mecklenburg-Vorpommern zum Download
- Richtlinien und Lehrpläne für NRW
- Lehrpläne für Rheinland-Pfalz
- Lehrpläne für das Saarland
- Lehrpläne Sachsens
- Lehrpläne für Schleswig-Holstein

### Österreich
- Lehrpläne der verschiedenen Schultypen
- AHS-Lehrpläne (Verordnung des BMUKK), ein Dokument für alle Unterrichtsgegenstände, mehr als 800 Seiten

### Schweiz
- Lehrplan der Deutschschweizer Kantone
- Lehrplan der französischsprachigen Kantone
- Lehrplan des italienischsprachigen Kantons Tessin